# Варзиев, Хаджисмел Петрович
Хаджисме́л Петро́вич Ва́рзиев (осет. Уарзиаты Петройы фырт Хадзысмел; 3 февраля 1938, село Фарн, Северо-Осетинская АССР — 20 марта 2011, Владикавказ) — советский и российский танцовщик, артист балета, хореограф и балетмейстер, чья творческая жизнь была преимущественно связана с Государственным ансамблем народного танца «Алан». Заслуженный деятель искусств России (2006).

## Биография
Родители: отец — Варзиев Петро Амзорович, мать — Варзиева (Фриева) Азаухан Сипкаевна.
В 1956 году в возрасте 18 лет был принят в Государственный ансамбль песни и танца Северо-Осетинской АССР, в составе которого участвовал в VI Фестивале молодёжи и студентов (1957, ансамбль стал лауреатом II премии), в Декаде осетинского искусства и литературы в Москве (1960) и многократно гастролировал за рубежом. Как танцовщик участвовал в I Всероссийском конкурсе артистов эстрады (диплом).
В 1962 году специально для II Всероссийского конкурса артистов эстрады поставил номер «Поединок», с которым артисты ГАПиТ стали дипломантами конкурса (диплом III степени). За успешное выступление на гастролях за рубежом был награждён почётной грамотой ЦК ВЛКСМ, в 1963 году получил звание Заслуженного артиста Северо-Осетинской АССР.
В 1964 году прошел стажировку в ГАНТ СССР (руководитель И. А. Моисеев) и поступил на балетмейстерское отделение Института театрального искусства им. Луначарского (руководители курса Ростислав Захаров и Леонид Лавровский) и начал учиться по специальности «режиссура балета». Среди педагогов Варзиева были Тамары Ткаченко, Александр Лапаури, Раиса Стручкова, Анатолий Шатин.
Будучи студентом I курса, сотрудничал со студенческим самодеятельным ансамблем народного танца «ОССА» (Осетинский Студенческий Самодеятельный Ансамбль) при МГУ, делая для него новые постановки. В 1966 году, учась на 3-м курсе, в качестве студенческой практики поставил в родном ансамбле хореографическую композицию «Мать», вошедшую в его постоянный репертуар (сценография — Зинаиды Дзаховой). В том же 1966 году по рекомендации профессоров ГИТИСа Тамары Ткаченко и Ростислава Захарова, известный в те годы Юрий Григорович принял на свои мастер-классы на территории Большого Театра студента Хаджисмела Варзиева. После одной из бесед со студентом Варзиевым, Григорович вызвал на репетицию солиста в Большого Театра танцовщика Александра Лавренюка для воплощения на сцене сольного танцевального номера балетного формата «Тур». В свою очередь Ростислав Захаров посоветовал Варзиеву для сочинения музыкального сопровождения порекомендовал обратиться к выпускнику Московской консерватории Эдуарду Артемьеву. Эскизы костюма создавал Эльбрус Саккаев; впоследствии после доработки танца и введения в танец второго персонажа-«охотника», музыку писал начинающий композитор Вячеслав Артёмов и танец был в 1967 году включен в репертуар ансамбля «Алан» в слегка изменённом названии — «Джуг-тур»).
В 1968 году Варзиев был провел назначен художественным руководителем и главным балетмейстером государственного ансамбля песни и танца Северо-Осетинской АССР, инициировал и настоял чтобы ансамблю дали имя «Алан». В этом качестве он подготовил концертную программу для турне по городам республик Средней Азии и Казахстану. Для всесоюзного конкурса государственных танцевальных коллективов на право представлять СССР на IX Фестивале молодежи и студентов, поставил «Дуэт» и композицию «Осетинская сюита». В результате ансамбль завоевал в Софии 3 золотые медали, а сам Варзиев, как постановщик танцев, получил из рук председателя жюри Татьяны Устиновой диплом «лучшего балетмейстера фестиваля».
В 1969 году, защитив дипломную работу , Варзиев получил специальность «Режиссура балета» квалификацию «Режиссёр-балетмейстер» (Диплом Э№ 548325, регистрационный № 4276).
В 1972 году входил в педагогический состав Курсов повышения квалификации балетмейстеров Кавказа и Приволжья, читал лекции по курсу «Искусство балетмейстера».
С 1973 по 1976 год, будучи художественным руководителем и главным балетмейстером Государственного ансамбля народного танца Адыгеи «Нальмэс», обновил состав ансамбля и сделал несколько собственных постановок.
В 1979 году был главным балетмейстером Государственного конного театра «Нарты».
В 1980—1982 годах — главный балетмейстер-постановщик ансамбля народного танца «Арт». Под его руководством ансамбль участвовал в церемонии Торжественного открытия «Олимпийской деревни», построенной к Олимпийским играм в Москве и Софийском международном фестивале-конкурсе (1-я премия).
С 1982 по 1989 год являлся балетмейстером-постановщиком задуманного им ежегодного фестиваля «Праздник хореографического искусства» г. Орджоникидзе. В 1983 году работал как главный балетмейстер-постановщик ансамбля «Кафт».
В 1986—1989 году — вновь художественный руководитель и главный балетмейстер ансамбля народного танца «Алан»: 1987 год — гастроли в Бирме и Вьетнаме (ансамбль получает звание «Почетный гражданин Хошимина»), 1988 год — Гастроли в Индии и получение ансамблем награды Орден Дружбы народов (за заслуги ансамбля в развитии советского хореографического искусства). 1989 год — гастроли в Италии и награждение ансамбля Республиканской премией им. К. Л. Хетагурова.
С 1994 по 2011 год был директором Республиканского центра народного творчества при министерстве культуры республики Северная Осетия-Алания.
Варзиев — автор идеи фестивалей народного танца «Зори Владикавказа», «Зори Алании» и «Золотой дуэт»,  режиссёр-постановщик и почётный член жюри многих фестивальных и конкурсных мероприятий, связанных с народным танцем.
В последние годы жизни готовил концепцию создания государственного бюджетного образовательного учреждения «Академия осетинского танца», предоставляющая образовательную программу среднего профессионального образования по специальности "Артист народного танца» и «Артист балета" с государственной аттестацией по классическому и характерному танцу.
Похоронен на территории мемориала «Аллея Славы» в городе Владикавказ.

## Постановки
Ансамбль народного танца «Алан»
- 1962 — «Поединок», «Озорники»
- 1965 — музыкально-хореографическая композиция «Кахсганан»
- 1966 — хореографическая композиция «Мать», сольный танец «Тур» (формат народного балета), «Хадзаронта»
- 1967 — сольный танец «Джуг-тур»(форма народного балета), музыкально-хореографическая композиция «Шой» (сокращённый вариант работы «Кахсганан»), обрядовый хоровод «Чепена»
- 1968 — «Плавный танец» («Дуэт»), «Охотники», «Игры чабанов», «Браконьеры», «Приглашение» («Хонга»), «Наездники», «Осетинская сюита»,
- 1969 — хореографическая сюита «Осетинская сюита» (новая версия), вокально-хореографическая сюита «Праздник труда»
- 1987 — хореографическая композиция «Симд», «Рукодельницы», «Память» (к 70-летию Великой Октябрьской революции).

Ансамбль народного танца «Нальмэс»
- 1973—1976 — «Зафак», «Исламей», «Загатлят», «Тляпатет»

В кино
- Балетмейстер музыкального кинофильма «Фарн», режиссёр Р. Меркун (Северо-Кавказская киностудия, 1970)
- Актёр эпизода в фильме-опере «Возвращение Коста», композитор Х. Плиев, режиссёр И. Шароев (Северо-Кавказская киностудия, 1967)

## Награды и звания
- 1960 — медаль «За трудовую доблесть»
- 1963 — Заслуженный артист Северо-Осетинской АССР
- 1970 — медаль «За доблестный труд»
- 1989 — медаль ЦК ВЛКСМ [* 4]
- 1993 — Народный артист Северо-Осетинской АССР
- 2006 — Заслуженный деятель искусств Российской Федерации[* 5]

## Галерея
- Удостоверение артиста
- Стажировка в ГАНТ СССР
- Письмо ректора ГИТИСа М. А. Горбунова
- Диплом «Лучший балетмейстер». Болгария
- Диплом об окончании ГИТИСа